# 加扎利

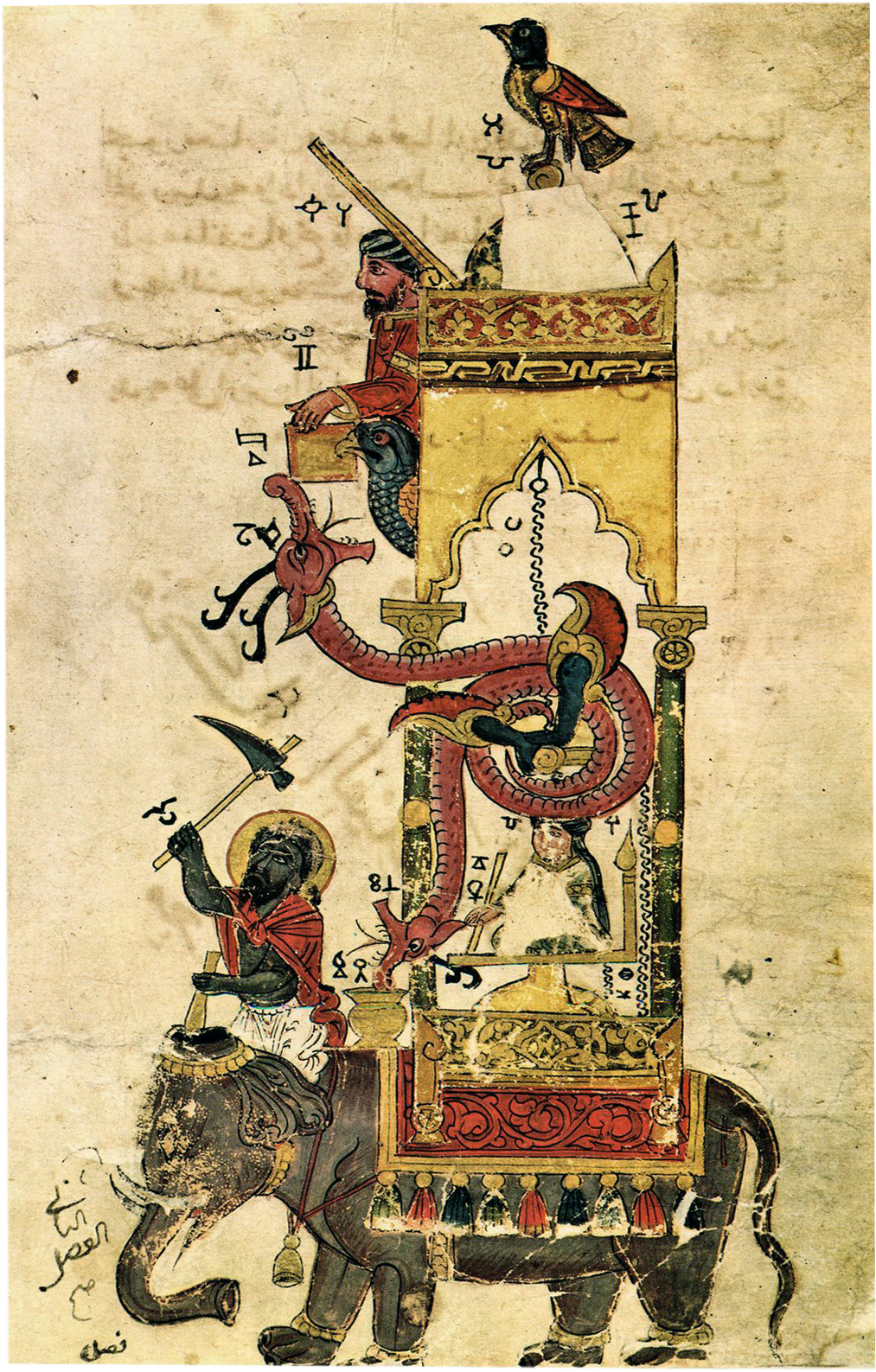
大象时钟是加扎利最出名的发明之一.

加扎利 (1136年—1206年) (阿拉伯语：‎) 是一个杰出的库尔德人博学者：兼伊斯兰学者，发明家，机械工程师，工匠，艺术家，数学家和天文学家于一身，来自贾兹拉，美索不达米亚，生活在伊斯兰黄金时代（中世纪）。他最著名的写于1206年的书Kitáb fí ma'rifat al-hiyal al-handasiyya（精巧机械装置的知识之书），描述了50种机械设备以及如何制造他们。

## 生平

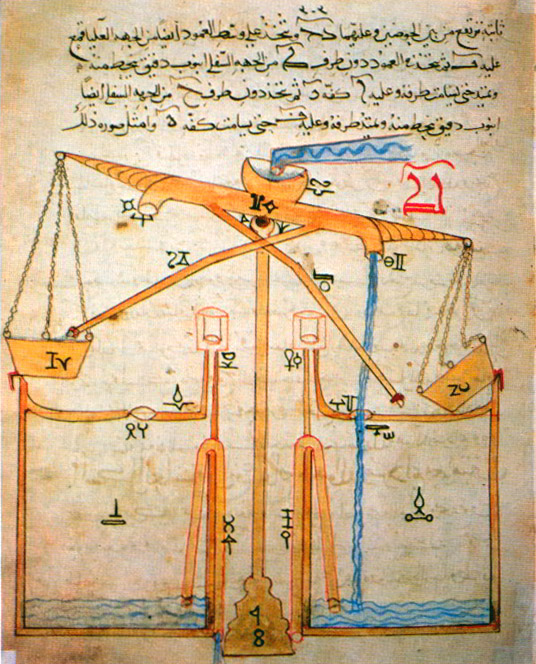
《精巧机械装置的知识之书》中的提水机（1206年）.

除了那本著名的书，人们对加扎利知之甚少。他的名字来源于他出生的地方（Al-Jazari）——一个传统的阿拉伯名字，位于以前的美索不达米亚北部也就是现在的伊拉克西北部和叙利亚东北部。像他的父亲一样，他担任土耳其Artuqid王朝的Artuklu宫里的总工程师。
加扎利作为传统工匠的一员，更像是一位注重实际的工程师而不是发明家， 表现为"对完成项目的工艺更感兴趣而不是项目背后的科技"，所以他的制造是通过试错组装，而不是理论计算。 他的那本书似乎也相当受欢迎，因为里面有大量的手稿副本，他一再解释，他只是描述了自己搭建的设备。据迈尔所说的那样，这本书的风格类似于现代的“DIY”一类的书。 他的一些设备受到启发的早期产品，如他的不朽的水钟，基于阿基米德的一个假设。

## 機構學與方法
雖然以現在的眼光看起來，加扎利的許多發明都不怎麼重要，不過關於加札利的機械最重要的觀點是那些機械運作的機構學、零件、想法、方法以及設計特色。

### 凸輪軸
凸輪軸是一根接上凸輪的長杆，在1209年由加札利首先發明，他把這用在他的自動機器、水鐘（例如蠟燭鐘）和提水機器上。長杆和凸輪軸之後於14世紀出現在歐洲機器結構中。

### 曲軸
在西元前五世紀的西班牙，遍佈羅馬帝國、裝在旋轉的手磨機上的把手組成了曲柄，曲柄在漢朝也被發明了，穆薩兄弟也發明了曲柄，曲柄連接桿機構存在的最早證據可以追溯到西元後三世紀的羅馬帝國希拉波里斯鋸木廠。在1206年，加札利發明了早期的曲軸，他在他的雙缸幫浦中將此與一個曲柄連接桿機構結合而造就了此項發明。如同現代的曲軸，加札利做的機械結構包含了一個使數個曲柄針運動的輪，輪循環運動而針在一直線上做往復的運動。
加札利描述的曲軸把不斷的旋轉運動轉變成直線往復運動，而這對現代機器相當重要，例如蒸汽機、內燃機和自動控制他在他的兩部提水機器中跟著一個連接桿使用這結構：由曲柄驅動的 Saqiya 鏈泵和複動型吸取泵。

## 外部連結
- The Original Book of Al-Jazari（页面存档备份，存于）

- The Automata of Al-Jazari

- The Book of Al-Jazari, Flash format

- "Al-Jazari, the Mechanical Genius" at MuslimHeritage.com（页面存档备份，存于）

- "The Machines of Al-Jazari and Taqi Al-Din" at MuslimHeritage.com（页面存档备份，存于）

- "How Islamic inventors changed the world" article in The Independent

- Advances in computer and information sciences: from Abacus to holonic agents（页面存档备份，存于） Tuncer Ören, Professor Emeritus School of Information Technologies